# Северная Ирландия
Се́верная Ирла́ндия (ирл. Tuaisceart Éireann, англ. Northern Ireland, ольст.-шотл. Norlin Airlann) — автономия, административно-политическая часть Соединённого Королевства Великобритании и Северной Ирландии, расположенная в северо-восточной части острова Ирландия и занимающая 13 843 км², что составляет примерно 16,5 % его общей площади. Столица и крупнейший город — Белфаст.
Северная Ирландия была создана в 1921 году, когда Ирландия была разделена в соответствии с Актом о правительстве Ирландии 1920 года, в результате чего было создано автономное правительство для шести северо-восточных графств. Как и предполагалось, в Северной Ирландии было большинство юнионистов, которые хотели остаться в Соединённом Королевстве; они, как правило, были протестантскими потомками колонистов из Великобритании. Между тем, большинство в Южной Ирландии (которая стала Ирландским Свободным государством в 1922 году) и значительное меньшинство в Северной Ирландии составляли ирландские националисты и католики, которые хотели единой независимой Ирландии. Сегодня первые обычно считают себя британцами, а вторые — ирландцами.
Северную Ирландию не следует путать с Ольстером: Ольстер — это историческая провинция Ирландии, состоящая из 9 графств; Северная Ирландия же — это административно-территориальная единица Соединённого Королевства, включающая в себя только 6 из 9 графств Ольстера.

## География
В центральной части Северной Ирландии расположено озеро Лох-Ней, крупнейшее в Соединённом Королевстве (388 км²). Вторая по величине система озёр — Верхнее и Нижнее Лох-Эрн на юго-западе Северной Ирландии. Между этими озёрами находится равнинная часть Северной Ирландии, а северо-восток, юго-восток и запад её территории занимают горы. Наивысшая точка Северной Ирландии — Слив-Донард в горах Морн (высота составляет 848 м).

## Государственное устройство
В соответствии с до сих пор действующим Актом Короны Ирландии 1542 года, утверждённым старым Парламентом Ирландии, английские монархи в силу личной унии занимают пост главы государства в Северной Ирландии. После образования независимой Республики Ирландия в 1948 году, Северная Ирландия приобрела статус доминиона в соответствии с Актом об Ирландии 1949 года. При этом Северная Ирландия — единственная часть Великобритании, которая конституционно, в соответствии с Белфастским соглашением 1998 года (отменившим ранее действовавший Англо-ирландский договор 1921 года), имеет право на сецессию путём общенародного референдума. Данное соглашение также установило консоциональную форму правления страной, при которой предусматривается обязательное политическое равновесие при распределении политических сил и назначении на государственные посты в законодательных и исполнительных органах власти. Форма исполнительной власти представлена диархией, где Первый министр и министр его замещающий обладают равным статусом.
Законодательный орган — Ассамблея Северной Ирландии (Tionól Thuaisceart Éireann), состоящее из 108 членов Законодательного Собрания, избираемых населением Северной Ирландии, избирают из своего состава Спикера Собрания Северной Ирландии, Первого заместителя спикера Собрания Северной Ирландии и Второго заместителя спикера Собрания Северной Ирландии.
Исполнительный орган — Исполнительный Комитет Северной Ирландии (Feidhmeannas Thuaisceart Éireann), состоящий из Первого министра Северной Ирландии (Céad-Aire Thuaisceart Éireann) и равного ему по рангу Заместителя Первого министра Северной Ирландии (leas-Chéad-Aire Thuaisceart Éireann), а также 11 министров.
В рамках Британско-Ирландской межправительственной конференции, основанной в соответствии с Белфастским соглашением 1998 года, предусматривается обязательное совместное разрешение всех вопросов, не относящихся к компетенции законодательной Ассамблеи Северной Ирландии (включая, например, вопросы правопорядка и устройства правоохранительных органов). Таким образом, Конференция является, по сути, международной межправительственной организацией, обеспечивающей негласный квази-кондоминиум Республики Ирландия и Соединённого королевства над Северной Ирландией.

## Административное деление
Административно Северная Ирландия разделена на 6 графств и 26 районов (с 2015 года 11 районов). Остров Ирландия считается разделённым на четыре исторических области — Ольстер, Манстер, Лейнстер и Коннахт. Шесть графств Ольстера входят в состав Северной Ирландии. Три графства Ольстера — Донегал, Каван и Монахан — входят в состав Ирландской Республики.

### Графства
Антрим (Antrim, Aontroim), Арма (Armagh, Ard Mhacha), Даун (Down, An Dún), Лондондерри (Londonderry, Doire Cholm Cille) или Дерри (Derry, Doire), Тирон (Tyrone, Tír Eoghain), Фермана (Fermanagh, Fear Manach).

### Районы
1. Антрим-энд-Ньютаунабби (Antrim and Newtownabbey)
2. Лисберн-энд-Каслрей (Lisburn and Castlereagh)
3. Ньюри, Морн-энд-Даун (Newry, Mourne and Down)
4. Арма, Банбридж-энд-Крейгавон (Armagh, Banbridge and Craigavon)
5. Мид-энд-Ист-Антрим (Mid and East Antrim)
6. Козуэй-Кост-энд-Гленс (Causeway Coast and Glens)
7. Мид-Алстер (Mid-Ulster)
8. Дерри-энд-Страбан (Derry and Strabane)
9. Фермана-энд-Ома (Fermanagh and Omagh)

## Население
Этнический состав населения Северной Ирландии неоднороден: здесь живёт около 500 тыс. коренных жителей острова Ирландия — ирландцев-католиков и примерно 1 млн англо-ирландцев и шотландо-ирландцев.
Исторически большинство — протестанты, которые являются британцами по культуре и традициям. Они преданы идее сохранения конституционных связей с британской короной (смотри также статьи протестанты Ольстера, ольстерцы).
Остальное население Северной Ирландии является католическим и ирландским по культуре и истории. Данная часть населения выступает за союз с Ирландской Республикой.
Восточные области Северной Ирландии были заняты переселенцами из Шотландии — пресвитерианами (шотландцы Ольстера), центральные и северные провинции заселили англичане, и часть южных провинций принадлежавшие к Церкви Ирландии, в крайних западных и пограничных с Ирландией районах жило коренное население — ирландцы, католики по своему вероисповеданию.
Таким образом, в Северной Ирландии исторически сложились три группы населения, различавшиеся между собой по религии и культуре; данные группы населения весьма настороженно относятся друг к другу.
По данным переписи 2021 года, 42,3 % населения Северной Ирландии составляли католики, 37,3 % — протестанты и верующие других христианских конфессий, 1,3 % — верующие прочих религий, 17,4 % не указали религиозную принадлежность.

## Образование в Северной Ирландии
До образования такого региона как Северная Ирландия в 1922 году на территории графств действовала система национального школьного образования, распространявшаяся на всю территорию Ирландии. Отличительной чертой данной системы являлось обеспечение базовым школьным образованием всех жителей региона: в равной степени католиков и протестантов. Обучение должно было проводиться в объединённых школах. Такая система, являясь безусловно наиболее рациональной для данного состава общества, на практике имела ощутимые проблемы — представители основных религиозных течений, то есть католики и протестанты, препятствовали её осуществлению, что впоследствии привело к тому, что на большинстве территории Ирландии стали преобладать школы с раздельным обучением, основывающемся на конфессиональной принадлежности. После разделения острова стали предприниматься существенные попытки урегулировать существующую систему с целью обеспечения совместного обучения протестантов и католиков, но постоянная напряжённость и противостояние среди населения вело к ещё большему усилению влияния духовенства на образование, которое только закрепило и утвердило разделение в образовательном процессе. И даже правительственный Акт об образовании 1947 года, менявший учебные планы и систему финансирования, не внёс существенных изменений в сложившуюся ситуацию.
В 1981 году в Белфасте была открыта первая интегрированная школа в Северной Ирландии, с неё началось распространение интегрированных школ по всему региону. Рост интегрированного сектора в регионе стал одним из самых существенных образовательных событий 1980-х годов, но так как этот процесс не встречал ощутимой поддержки со стороны правительства, партий и тем более со стороны церкви, которые, даже наоборот, всячески препятствовали их образованию, такого рода школы сталкивались с существенными финансовыми проблемами. В результате для помощи в основании и обеспечении функционирования новых школ были созданы такие организации как: BELTIE (англ. the Belfast Trust for Integrated Education — Белфастский фонд интегрированного образования) и NICIE (англ. the Northern Ireland Council for Integrated Education — Совет Северной Ирландии по интегрированному образованию); в 2008 году Североирландской ассамблеей был принят законопроект, который на первый план выдвигал решение проблемы интегрированного образования, проблем управления образовательным сектором и финансированием образования в рамках стратегии развития образования на 2008—2018 годы. В общей сложности, планировалось инвестировать в образование за это время около 714,5 миллионов фунтов стерлингов. К числу предлагавшихся мер можно отнести такие как: обеспечение и развитие сферы интегрированного образования путём поддержки интегрированных школ, обеспечение их доступности, содействие созданию интегрированных родительских комитетов. Отдельные меры предусматривались в рамках изменения учебного плана. Сюда можно отнести образование школьных курсов, изучающих религию и основные традиции всех проживающих этно-религиозных групп, а также оговаривается изучение истории и литературы, избегая пристрастности в их изложении.

### Доступ к образованию
Что касается доступа к образованию, исследования отражают ситуацию, в которой, несмотря на более высокую пропорцию детей-католиков, католических школ меньше, чем протестантских. В результате этого приблизительно 8 % католиков вынуждены посещать протестантские средние школы. Такая диспропорция может являться одной из предпосылок к тому, что гораздо большее количество учеников — протестантов продолжают обучение в университетах и имеют более высокую квалификацию. Такие особенности влекут за собой процесс формирования общественных классов в соответствии с религиозной принадлежностью. Так, простыми рабочими являются 46 % — католики, 54 % — протестанты. В ряду более квалифицированных специалистов: 72 % протестантов и 28 % католиков.
В настоящее время[уточнить] из общего числа школьников в 321 830 человек, 163 371 являются католиками и 121 239 протестантами. Что касается интегрированных школ, то в настоящее время[уточнить] среди примерно 400 школ Северной Ирландии существует только 61 интегрированная средняя школа.
Существенным доказательством в защиту интегрированных школ можно назвать результаты опроса, проводимого среди населения Северной Ирландии в 2008 году, в котором 84 % опрошенных высказались за то, что интегрированное образование важно для процесса примирения в регионе.

## Религия
Религиозное противостояние начало складываться ещё с XII века, когда впервые норманны появились в Ирландии и впоследствии основали колонию Пейл. Постепенно, к концу XVI века, английское господство было установлено на всей территории Ирландии. Реформация и конфискация монастырских земель в конце 30-х годов XVI века сопровождались также конфискацией земель ирландцев и передачей их английским колонистам. В это время религиозные гонения вызывали новые и новые восстания по всей Ирландии. В XVII веке уже официально было закреплено религиозное господство: Вильгельм Оранский провозгласил протестантизм государственной религией. В результате всех нововведений католики были лишены права на покупку и аренду земель, права на образование детей и были вынуждены платить огромные налоги на содержание англиканской церкви. В столь острой религиозной ситуации католики стали объединяться для отстаивания своих прав. Например, в 1775 году была основана «католическая лига», позднее, уже в 1823 году, была создана «католическая ассоциация», целью которой также являлась эмансипация католиков. «Ассоциация» добилась подписания в 1829 году Акта об эмансипации католиков, позволившего католикам занимать государственные должности.
В конце XX века в связи с обострением ситуации и введением в 1972 году прямого правления в регионе правительство попыталось предпринять ряд мер для улучшения межрелигиозных отношений. В частности, в 1973 году был издан Акт правительства, в котором оговаривались меры по борьбе с расовой и религиозной дискриминацией в различных сферах жизни населения: в образовании, при приёме на работу, при исполнении представительских функций. Акт предусматривал образование Постоянной Консультативной Комиссии по правам человека, Трибунала для решения гражданских жалоб, рассматривающий возможные случаи дискриминации, а также учреждения ряда отдельных должностей для обеспечения равного положения протестантов и католиков в регионе.
Данные социологического исследования, проведённого среди протестантов и католиков в 1996 году, по вопросу принадлежности региона Северной Ирландии к Великобритании или к Ирландии показали, что 90 % протестантов желали оставаться в составе Великобритании, в то время как только 6 % высказались за объединение с Республикой Ирландия. Что касается католического населения, только 24 % были за сохранение региона в составе Соединённого Королевства, а 60 % желали присоединения к Ирландии. Стоит отметить также высокую степень определённости в отношении этого вопроса, так как процент ответивших «не знаю» на данный вопрос среди протестантов был равен 1 %, среди католиков — 7 %.
По данным социологического опроса 2007 о принадлежности к религии, 53 % жителей Северной Ирландии отнесли себя к протестантам, 44 % — к католикам, а 3 % населения атеисты или придерживаются иной религии.

## Языки
Белфастскими соглашениями 1998 года, помимо английского, официальными языками региона были признаны ирландский и ольстерско-шотландский языки. В 1999 году было создано два агентства по поддержке ирландского и ольстерско-шотландского языков, в рамках которых производилась помощь в изучении данных языков в школах и факультативных языковых центрах. В 2003 году Британское и Ирландское правительства совместно выразили свою приверженность принципам, установленным Актом о Северной Ирландии 1998 года, и заявили о создании правительственных учреждений, направленных на осуществление данной программы. Был создан интегрированный дополнительный фонд финансирования, связанных с программой проектов. В рамках этого фонда было выделено 12 миллионов фунтов стерлингов на пять лет с целью обеспечения доступного обучения ирландскому языку. Также был создан орган по управлению такими проектами, который включал в себя представителей правительств двух государств, местных органов власти и муниципалитетов, что облегчало осуществление предусмотренных программ. Отдельным пунктом заявления правительств 2004 года стало признание британского и ирландского жестовых языков, что также было предусмотрено ещё Белфастскими соглашениями. Эти языки принадлежат к разным семьям (британской и французской, соответственно). В регионе Северной Ирландии на 2004 год проживало 3500 глухих, пользующихся британским жестовым языком и 1500 человек — ирландским.
В области ольстерско-шотландского языка в 2006 году соглашением в Сент-Андрусе были предприняты аналогичные меры, как и в отношении ирландского языка. В частности, в 2006 году была создана Ольстерская Академия Шотландцев, функцией которой должно было стать сохранение культурного колорита и языка ольстерских шотландцев.
Для обеспечения массового использования ольстерско-ирландского и ольстерско-шотландского языков были задействованы также такие сферы как телевидение и радиовещание, посредством гарантирования программ на языках меньшинств.

## Символы Северной Ирландии
На государственных мероприятиях в Северной Ирландии часто исполняется гимн Соединённого Королевства God Save the King. На Играх Содружества и некоторых других спортивных состязаниях команда Северной Ирландии пользуется флагом Ольстера (несмотря на его неофициальный статус) и мелодией Londonderry Air (часто со словами Danny Boy), также неофициальной, в качестве национального гимна. Сборная Северной Ирландии по футболу также использует флаг Ольстера, но в качестве гимна поёт God Save The Queen. Основные матчи Гэльской атлетической ассоциации открываются национальным гимном Ирландии Amhrán na bhFiann («Песнь солдата»), как и другие общеирландские спортивные организации.

### Флаг
С 1953 по 1972 год правительством и правительственными организациями Северной Ирландии использовался специальный флаг, известный как «Ольстерское знамя». Он состоял из георгиевского креста, внутри которого были расположены белая шестиконечная звезда и красная кисть руки (символ древнего Ольстера). Сверху над звездой находилась корона.
Неофициально жители Северной Ирландии вывешивают на праздники тот флаг, который соответствует их политическим пристрастиям: флаг Великобритании, Северной Ирландии или Ирландской Республики. Первые два используются юнионистами — сторонниками союза с Великобританией, последний — националистами, особенно на спортивных мероприятиях. Военизированные формирования с обеих сторон имеют собственные флаги.

### Герб
В 1923 году главный герольд Ольстера Невилл Родвелл Уилкинсон создал эскизы государственной печати и флага Северной Ирландии. В январе 1924 года в Лондоне он провёл обсуждение облика будущего герба с представителями правительства Северной Ирландии. Окончательный облик герба был определён представителем Уилкинсона, Томасом Садлером в апреле 1924 года, он повторял облик созданного годом ранее флага. Герб получил одобрение кабинета Северной Ирландии. Королевский указ, подписанный Георгом V и утверждённый в Министерстве внутренних дел, был подписан 2 августа 1924 года. Герб был зарегистрирован в Регистре гербов в Дублине. С 1972 года данный герб не является официальным.